# Gábler Vilmos
Gábler Vilmos Ödön (Wilhelm Eugen Gabler) (Pálóc, 1873. szeptember 5. – Salgótarján, 1928. július 9.) nógrádi fényképész. Képekben örökítette meg Salgótarján és környékének fejlődését a 20. század első harmadában.

## Élete
Édesapja a balti német származású, római katolikus Gábler Hubert volt, aki pöstyéni látogatása után szeretett bele Magyarországba, és ezt követően telepedett le Ung vármegyében. Édesanyja az evangélikus Valde Vilma volt. Vilmost apja után katolikusnak, 1875-ben született húgát, Ida Gizellát anyja után evangélikusnak keresztelték. Édesanyja korai halálával, 1876-ban, 3 éves korában félárva lett.

### Tanulmányai
Tanulmányait a helyi reáliskolában kezdte, ezt követően a kassai Felső Ipariskola tanulója lett. 1892-ben lépett a Rimamurányi-Salgótarjáni Vasmű Rt. kötelékébe mint gyakornok, majd a gépműhely művezetője lett. 1925-ben munkája és elismert szaktudása alapján mérnöki címet és kinevezést kapott. A vállalat műszaki tisztviselőjeként dolgozott haláláig.

### Magánélete
1900-ban feleségül vette a 21 éves Billeter Hildegárdot, a salgói gépműhelyt vezető, svájci származású Billeter Frigyes leányát. Házasságukból két fiú és két leánygyermek született. Gyermekei közül Géza lépett az ő pályájára.

#### Gyermekei
| Név           | Születés | Halál |
| ------------- | -------- | ----- |
| Gábler Aranka | 1902     | 1952  |
| Gábler Edith  | 1904     | 1977  |
| Gábler Gèza   | 1908     | 1989  |
| Gábler Jenő   |          |       |

Az első világháborúban matrózként szolgált.

## Fényképészet
A technikai újdonságok iránti érdeklődése vezette el a fényképezéshez, a századforduló környékén. Legelső felvétele, melyet 765 negatívot tartalmazó doboza listáján ő maga jelölt meg, 1903-ban készült és a „Mamuska a lócán" címet viseli. Lelkesedése a fényképezés iránt haláláig megmaradt.
Az első időszakban közvetlen környezetét, a családot és a szűk baráti kört fényképezte. A következő egy-két évben még mindig ebben a körben mozgott, de már nemcsak otthon készített képeket, hanem Salgón, felesége szüleinél is. 1911-ben új témákat választott és például palóci szülőházát örökítette meg.
Ezt követően észrevehető, hogy lassan kilép otthoni világából és képeivel elkezdi megörökíteni a számára fontos helyeket, tájakat és eseményeket, amivel megőrizte a salgótarjáni középréteg életét és mindennapjait és a kor sokszínűségét az utókornak.
Az 1910-es évek elejétől egyre többször lép ki a kertkapun, s az acélgyári kolónia részleteinek megörökítésére is vállalkozik. Gábler képei valósághűen adják vissza a Rimamurány-Salgótarjáni Vasmű Rt. fejlődését, dolgozóit és azok mindennapjait. Fényképeivel sok könyvhöz és nógrádi útikalauzhoz is hozzájárult. Ilyen például a dr. Dornyay Béla által írt, Salgótarján és a Karancs-Medves-vidék részletes kalauza. Erről tanúskodik több, 1911. április-májusi feljegyzése. A könyv azonban csak 1929-ben, halála után jelent meg.

## Pillanatképek a múltból - Gábler Vilmos fotográfiái
A salgótarjáni Dornyay Béla Múzeum 2020 február 19-én kiállítást nyitott Gábler Vilmos képeivel, Pillanatképek a múltból címmel.